# Jürgen Penker
Jürgen Penker (* 17. Oktober 1982 in Bregenz) ist ein ehemaliger österreichischer Eishockeytorwart, der seit 2015 als Torhütertrainer des EHC Linz tätig ist. Zudem ist er auch Torwarttrainer der österreichischen U20-Auswahl.

## Karriere
Jürgen Penker begann seine Karriere in den diversen Nachwuchsmannschaften des EHC Lustenau und gelangte in der Saison 1999/00 zu ersten Einsätzen in der Kampfmannschaft, die zu dieser Zeit noch in der höchsten Spielklasse aktiv war. Nach einer Saison beim Lokalrivalen VEU Feldkirch wechselte er 2004 zum EC Red Bull Salzburg, der nach dem Gewinn der Nationalliga-Meisterschaft vor seiner ersten Bundesliga-Saison stand. Dort erbrachte allerdings Rob Tallas nicht die erhofften Leistungen und wurde vorzeitig entlassen, sodass Penker die Position des ersten Torhüters übernahm. In der folgenden Saison wurde er von den Vienna Capitals unter Vertrag genommen. Abermals konnte der erste Torhüter, Jeff Maund, nicht überzeugen, diesmal konnte Penker jedoch nicht dessen Position übernehmen, da Walter Bartholomäus mit sehr guten Leistungen überzeugen konnte. 
Im Sommer 2006 wechselte er zum EHC Linz, wo man mit ihm und Patrick Machreich eine österreichische Lösung für das Tor gesucht hatte. Nachdem er in der ersten Saison noch Backup von Machreich gewesen war, übernahm er in der Saison 2007/08 mit herausragenden Leistungen Machreichs Position. In der Saison 2008/09 wurde Penker dennoch von Alex Westlund ersetzt, den die Mannschaft bereits zu einem Zeitpunkt verpflichtet hatte, als Penkers Leistungen noch nicht absehbar waren. Penker wechselte daraufhin erstmals in seiner Karriere ins Ausland und unterzeichnete einen Vertrag beim dänischen Erstligisten Totempo HvIK, wo er gute Leistungen zeigte und daraufhin während der Saison vom schwedischen Team Rögle BK verpflichtet wurde. Die Saison 2010/11 verbrachte er bei seinem Ex-Klub Vienna Capitals. Zur Saison 2011/12 wurde er vom HK Nitra aus der slowakischen Extraliga verpflichtet, ging aber bereits im November 2011 nach Norwegen zum Lørenskog IK. Dort erreichte er 2012 die beste Fangquote der GET-ligaen. Aus familiären Gründen wechselte Penker im Dezember 2013 wieder zu den Vienna Capitals.
Im Februar 2015 wurde er von den Rapperswil-Jona Lakers verpflichtet, ehe er seine Karriere im Juni 2015 offiziell beendete.

### International
Im Juniorenbereich spielte Jürgen Penker für Österreich zunächst bei den U18-B-Weltmeisterschaften 1999 und 2000. Mit der U20-Auswahl nahm er an den Weltmeisterschaften der Division I 2001 und 2002 teil.
Am 9. November 2002 gab Penker bei der 3:5-Niederlage im Freundschaftsspiel gegen Norwegen in Asker sein Debüt in der österreichischen Nationalmannschaft. Er vertrat sein Heimatland bei den Weltmeisterschaften 2005, 2009 und 2011 in der Top-Division sowie bei der Weltmeisterschaft der Division I 2008, als der Wiederaufstieg in die Top-Division gelang. Außerdem gehörte er zum österreichischen Kader bei den Qualifikationsturnieren zu den Olympischen Winterspielen in Turin 2006, als er nicht zum Einsatz kam, und in Vancouver 2010, als er beim 5:2-Erfolg gegen Japan spielte.

### Trainerkarriere
Nach dem Ende seiner aktiven Laufbahn heuerte Penker beim EHC Linz als Torwarttrainer an. Bei der U20-Weltmeisterschaft 2018 war erstmals auch Torwarttrainer der österreichischen Junioren, die in der Division I spielen.

## Erfolge und Auszeichnungen
- 2008 Aufstieg in die Top-Division bei der Weltmeisterschaft der Division I, Gruppe A
- 2012 Beste Fangquote der GET-ligaen

## Karrierestatistik

### Hauptrunde
| Saison  | Team                 | Liga          | GP | W  | L  | T  | MIP  | GA  | GAA  | SVS  | SVS%  | SO | G | A | PIM |
| ------- | -------------------- | ------------- | -- | -- | -- | -- | ---- | --- | ---- | ---- | ----- | -- | - | - | --- |
| 1999/00 | EHC Lustenau         | ÖEHL          | 6  | -- | -- | -- | 272  | 22  | 4.85 | 175  | 88.83 | -- | 0 | 0 | 2   |
| 2000/01 | EHC Lustenau         | ÖEHL          | 20 | -- | -- | -- | 1070 | 76  | 4.26 | 583  | 88.47 | -- | 0 | 0 | 8   |
| 2001/02 | EHC Lustenau         | ÖEHL          | 18 | -- | -- | -- | 1313 | 74  | 3.38 | 717  | 90.64 | -- | 0 | 2 | 0   |
| 2002/03 | EHC Lustenau         | ÖEHL          | 29 | -- | -- | -- | 1641 | 115 | 4.20 | 916  | 88.85 | 1  | 0 | 0 | 0   |
| 2003/04 | VEU Feldkirch        | ÖEHL          | 16 | 7  | 4  | 0  | 789  | 33  | 2.51 | 356  | 91.52 | 0  | 0 | 0 | 4   |
| 2003/04 | EHC Lustenau         | Nationalliga  | 2  | 0  | 1  | 0  | 92   | 9   | 5.87 | 46   | 83.64 | 0  | 0 | 0 | 0   |
| 2004/05 | EC Red Bull Salzburg | ÖEHL          | 35 | 10 | 20 | 1  | 1922 | 110 | 3.43 | 1002 | 90.11 | 0  | 0 | 1 | 2   |
| 2005/06 | Vienna Capitals      | ÖEHL          | 8  | 5  | 2  | 1  | 469  | 30  | 3.84 | 221  | 88.05 | 0  | 0 | 0 | 0   |
| 2006/07 | EHC Linz             | ÖEHL          | 22 | 7  | 7  | 0  | 990  | 58  | 3.52 | 450  | 88.58 | 0  | 0 | 2 | 20  |
| 2007/08 | EHC Linz             | ÖEHL          | 39 | 25 | 11 | 3  | 2319 | 94  | 2.43 | 1073 | 91.95 | 3  | 0 | 0 | 12  |
| 2008/09 | Totempo HvIK         | AlBank-Ligaen | 8  | 4  | 3  | 0  | 477  | 16  | 2.01 | 227  | 93.42 | 2  | 0 | 0 | 0   |
| 2008/09 | Rögle BK             | Elitserien    | 30 | -- | -- | -- | 1580 | 85  | 3.23 | 769  | 90.05 | 2  | 0 | 2 | 0   |
| 2009/10 | Rögle BK             | Elitserien    | 23 | -- | -- | -- | 1337 | 71  | 3.19 | 628  | 89.84 | 3  | 0 | 0 | 24  |
| 2010/11 | Vienna Capitals      | ÖEHL          | 28 | 17 | 7  | 3  | 1673 | 79  | 2.83 | 868  | 91.66 | 1  | 0 | 1 | 2   |
| 2011/12 | HK Nitra             | Extraliga     | 16 | -- | -- | -- | 795  | 41  | 3.09 | 349  | 89.49 | 1  | 0 | 1 | 2   |
| 2011/12 | Lørenskog IK         | GET-ligaen    | 22 | -- | -- | -- | 1300 | 43  | 1.98 | 523  | 92.40 | 3  | 0 | 1 | 2   |
| 2012/13 | Lørenskog IK         | GET-ligaen    | 32 | -- | -- | -- | 1833 | 87  | 2.85 | 819  | 90.40 | 3  | 0 | 4 | 4   |
| 2013/14 | Lørenskog IK         | GET-ligaen    | 11 | -- | -- | -- | 642  | 28  | 2.62 | 241  | 89.59 | 1  | 0 | 0 | 29  |
| 2013/14 | Vienna Capitals      | ÖEHL          | 4  | -- | -- | -- | 239  | 9   | 2.26 | 101  | 91.82 | 0  | 0 | 0 | 0   |

### Playoffs
| Saison  | Team                   | Liga                     | GP | W  | L  | T  | MIP | GA | GAA  | SVS | SVS%  | SO | G | A | PIM |
| ------- | ---------------------- | ------------------------ | -- | -- | -- | -- | --- | -- | ---- | --- | ----- | -- | - | - | --- |
| 2000/01 | EHC Lustenau           | ÖEHL                     | 5  | -- | -- | -- | 302 | 14 | 2.78 | 182 | 92.86 | -- | 0 | 0 | 0   |
| 2001/02 | EHC Lustenau           | ÖEHL                     | 5  | -- | -- | -- | --  | -- | --   | --  | --    | -- | 0 | 0 | 0   |
| 2002/03 | EHC Lustenau           | ÖEHL                     | 2  | 0  | 2  | 0  | 86  | 6  | 4.19 | 63  | 91.30 | 0  | 0 | 0 | 0   |
| 2005/06 | Vienna Capitals        | ÖEHL                     | 2  | 0  | 2  | 0  | 120 | 10 | 5.00 | 57  | 85.07 | 0  | 0 | 0 | 0   |
| 2007/08 | EHC Linz               | ÖEHL                     | 11 | 5  | 6  | 0  | 654 | 28 | 2.57 | 322 | 92.00 | 0  | 0 | 1 | 2   |
| 2009/10 | Rögle BK               | Elitserien Abstiegsrunde | 1  | -- | -- | -- | 42  | 2  | 2.85 | 18  | 90.00 | 0  | 0 | 0 | 0   |
| 2010/11 | Vienna Capitals        | ÖEHL                     | 7  | 5  | 2  | 0  | 385 | 21 | 3.28 | 187 | 89.90 | 0  | 0 | 0 | 0   |
| 2011/12 | Lørenskog IK           | GET-ligaen               | 16 | -- | -- | -- | 964 | 35 | 2.18 | 377 | 91.50 | 2  | 0 | 1 | 4   |
| 2012/13 | Lørenskog IK           | GET-ligaen               | 2  | -- | -- | -- | 87  | 8  | 5.51 | 42  | 84.00 | 0  | 0 | 0 | 0   |
| 2013/14 | Vienna Capitals        | ÖEHL                     | 1  | -- | -- | -- | 39  | 3  | 4.62 | 20  | 86.96 | 0  | 0 | 0 | 0   |
| 2014/15 | Rapperswil-Jona Lakers | NLA play-out             | 1  | -- | -- | -- | 59  | 5  | 5.08 | 19  | 79.17 | 0  | 0 | 0 | 0   |

### International
| Saison | Team       | Liga                      | GP | W  | L  | T  | MIP | GA | GAA  | SVS | SVS%   | SO | G | A | PIM |
| ------ | ---------- | ------------------------- | -- | -- | -- | -- | --- | -- | ---- | --- | ------ | -- | - | - | --- |
| 1999   | Österreich | U18 B-WM                  | 2  | -- | -- | -- | --  | -- | --   | --  | --     | -- | 0 | 0 | 0   |
| 2000   | Österreich | U18 B-WM                  | 4  | -- | -- | -- | 239 | 11 | 2.76 | 83  | 88.30  | -- | 0 | 0 | 0   |
| 2001   | Österreich | U20-WM, Div. I            | 4  | -- | -- | -- | 163 | 10 | 3.68 | 55  | 84.62  | 0  | 0 | 0 | 0   |
| 2002   | Österreich | U20-WM, Div. I            | 4  | -- | -- | -- | 231 | 12 | 3.12 | 85  | 87.63  | 0  | 0 | 0 | 0   |
| 2003   | Österreich | WM                        | 1  | 0  | 0  | 0  | 11  | 1  | 5.45 | 2   | 66.67  | 0  | 0 | 0 | 0   |
| 2005   | Österreich | Olympia-Quali             | 0  | 0  | 0  | 0  | 0   | 0  | -.-- | 0   | --.--  | 0  | 0 | 0 | 0   |
| 2008   | Österreich | Euro Ice Hockey Challenge | 2  | 1  | 1  | 0  | 119 | 3  | 1.51 | --  | --     | 0  | 0 | 0 | 0   |
| 2008   | Österreich | WM-Testspiele             | 3  | 1  | 1  | 0  | 128 | 7  | 3.28 | 61  | 89.71  | 0  | 0 | 0 | 0   |
| 2008   | Österreich | WM, Div. I                | 1  | 1  | 0  | 0  | 60  | 0  | 0.00 | 9   | 100.00 | 1  | 0 | 0 | 0   |
| 2009   | Österreich | Olympia-Quali             | 1  | 1  | 0  | 0  | 60  | 2  | 2.00 | 20  | 90.00  | 0  | 0 | 0 | 0   |
| 2009   | Österreich | WM                        | 1  | 0  | 1  | 0  | 60  | 6  | 6.00 | 32  | 84.21  | 0  | 0 | 0 | 0   |
| 2011   | Österreich | WM                        | 3  | 0  | 0  | 3  | 140 | 13 | 5.57 | 60  | 82.19  | 0  | 0 | 0 | 0   |